# Григори Кайданов
Григори Зиновиевич Кайданов (на руски: Григорий Зиновьевич Кайданов; на английски: Gregory Kaidanov) е американски шахматист, гросмайстор от 1988 г.

## Биография
Ражда се в Бердичев, Украинска ССР, но през 1960 г. семейството му се премества в Калининград, Руска СФСР. С правилата на шаха се запознава на шестгодишна възраст от баща си. Две години по-късно Кайданов започва да посещава групата по шахмат в „Пионерския дом“.
След разпадането на Съветския съюз, Кайданов, съпругата му и двете им деца се местят в Лексингтън, Кентъки.

## Шахматна кариера
Активната шахматна кариера на Кайданов започва през 1972 г., когато става шампион на Съветския съюз при момчетата до 14-годишна възраст. Три години по-късно е награден със звание кандидат-майстор, а през 1978 г. получава майсторско звание. През 1987 г. става международен майстор, а на следващата година покрива изискванията за гросмайстор. След преместването си в САЩ (1991), Кайданов става победител в Откритото първенство по шахмат на света, което е проведено във Филаделфия през 1992 г. Същата година спечелва откритото първенство по шахмат на САЩ. През 2001 г. спечелва откритото първенство по шахмат на Северна Америка, а година по-късно печели първото издание на силния открит турнир Аерофлот Оупън, в който участват около 80 гросмайстори. Последният голям успех на американецът е първото му място в турнира „Гаусдал Класик“, Норвегия, проведен между 8 и 16 април 2008 година.
Кайданов освен, че е активен състезател, e сред най-дейните треньори в Съединените щати. Той е главен треньор в онлайн училището www.uschessschool.com, което е основано през 2006 г. от международния майстор и покер играч Грегори Шахад. Допълнително Кайданов предлага частни уроци чрез своята интернет страница, цената на които за час е 75 долара и се провеждат в Лексингтън.

## Отборни прояви

### Шахматна олимпиада
Кайданов участва на шест шахматни олимпиади. Изиграва 65 партии, постигайки в тях 24 победи и 22 ремита. Средната му успеваемост е 62,5 процента. Носител е на четири медала - три отборни (два бронз и сребро) и сребърен индивидуален през 2004 г. През 1996 г. играе l 12-ия кръг с българския гросмайстор Васил Спасов. Партията между двамата завършва реми.
| Година | Организатор | Отбор | Класиране (отборно) | Дъска         |
| 1996   | Ереван      | САЩ   | 3                   | Четвърта      |
| 1998   | Елиста      | САЩ   | 2                   | Втора резерва |
| 2000   | Истанбул    | САЩ   | 26                  | Четвърта      |
| 2002   | Блед        | САЩ   | 41                  | Първа         |
| 2004   | Калвия      | САЩ   | 4                   | Четвърта      |
| 2006   | Торино      | САЩ   | 3                   | Първа резерва |

### Световно отборно първенство по шахмат
Кайданов записва три участия на световно отборно първенство. Изиграва 20 партии – 7 победи и 11 ремита. И тук средната му успеваемост е 62,5 процента. Носител е на два индивидуални медала – бронз (1993) и злато (1997).
| Година | Организатор | Отбор | Класиране (отборно) | Дъска         |
| 1993   | Люцерн      | САЩ   | 1                   | Четвърта      |
| 1997   | Люцерн      | САЩ   | 2                   | Първа резерва |
| 2005   | Беер Шева   | САЩ   | 5                   | Трета         |